# THE MAN WITH THE GUITAR -recorded at LIVETERIA-
『THE MAN WITH THE GUITAR -recorded at LIVETERIA-』（ザ・マン・ウィズ・ザ・ギター レコーデッド・アット・ライヴテリア）は、日本のギタリストである高中正義が2001年12月5日にリリースした6枚目のライブ・アルバムである。

## 概要
1997年に発売された『虹伝説II LIVE AT BUDOKAN 過去へのタイムマシン』以来約4年ぶりのライブ・アルバム。
この作品は、デビュー30周年記念のライブに向けて行われたリハーサルを、そのままスタジオ・ライブ形式でDSDレコーディングされたライブ・アルバムである。
高中は後藤次利とはサディスティックス解散以来20年近く、林立夫とは1stソロ・アルバム『SEYCHELLES』のセッション以降ほとんど会っていなかったが、斎藤ノヴとの付き合いの中で再会する機会があり、久々に一緒にやってみようかという話になった。それにかつて高中のアルバムに参加していたEVEを加えてアルバム『GUITAR DREAM』が制作されたが、そのままでは惜しいということでライブもやろうかという話になり、その流れで制作されたのが本作である。
そのほかの参加メンバーについては、山木秀夫は過去に1回プレイしただけでその後共演したことはなかったが高中が井上陽水のコンサートを見に行った時にたまたま山木がドラムを叩いていて、自宅が近かったこともあって交流が始まり今回の参加となった。松本圭司は後藤の推薦。南部昌江は1992-1993年のツアーに参加していた。

## 収録曲
| 全作曲・編曲: 高中正義。 |                     |            |            |      |
| #                        | タイトル            | 作詞       | 作曲・編曲 | 時間 |
| 1.                       | 「SHAKE IT」        | リリカ新里 | 高中正義   | 5:07 |
| 2.                       | 「NAGISA MODERATO」 | リリカ新里 | 高中正義   | 6:09 |
| 3.                       | 「SAUDADE」         |            | 高中正義   | 4:25 |
| 4.                       | 「READY TO FLY」    |            | 高中正義   | 8:48 |
| 5.                       | 「FINGER DANCIN'」  |            | 高中正義   | 5:25 |
| 6.                       | 「INSATIABLE HIGH」 |            | 高中正義   | 8:26 |
| 7.                       | 「ONE MORE NIGHT」  | リリカ新里 | 高中正義   | 5:30 |
| 8.                       | 「BLUE LAGOON」     |            | 高中正義   | 5:11 |
| 合計時間:                | 合計時間:           | 合計時間:  | 49:01      |      |

## 楽曲解説
1. SHAKE IT
  - オリジナルは1986年に発売されたアルバム『JUNGLE JANE』に収録されている。高中がマイアミ・サウンド・マシーンの「コンガ」にインスパイアされてできた曲[2]。
2. NAGISA MODERATO
  - オリジナルは1985年に発売されたアルバム『TRAUMATIC 極東探偵団』に収録されている。作詞したEVE自身がこの曲を歌うのは初めてだった[2]。
3. SAUDADE
  - オリジナルは1982年に発売されたアルバム『SAUDADE』に収録されている。『SAUDADE』はナラダ・マイケル・ウォルデンのプロデュースで、その時参加してくれたギタリストに「哀愁」っぽいタイトルはないかと相談したところ、このタイトルをつけてもらった[2]。
4. READY TO FLY
  - オリジナルは1977年に発売されたアルバム『TAKANAKA』に収録されている。高中の代表曲で、コンサートで必ずやる曲の一つ[2]。
5. FINGER DANCIN'
  - オリジナルは1980年に発売されたミニ・アルバム『FINGER DANCIN'』に収録されている。高中としては昔にレコーディングしたものを聴くと古臭くて冷や汗が出てくる感じがするが、ファンからはこの曲が好きだという声が多く、実際にやってみると結構よく感じたという。このアルバムのテイクも最初は違うアレンジでやろうとしたが、試行錯誤の結果、昔のアレンジに近いものが、ドラム・ベースのノリで昔の感じとは違うものになっている[2]。
6. INSATIABLE HIGH
  - オリジナルは1977年に発売されたアルバム『AN INSATIABLE HIGH』に収録されている。この曲をコンサートでやるのは久しぶりで、ミュージシャン寄り（マニアック）の曲だが、プレイしていて面白く、このCDに入れておきたかったという。オリジナルでは高中とリー・リトナーのソロの掛け合いがあるが、このアルバムでは高中が1人でリトナーのフレーズもコピーして、ほとんどオリジナルと近い展開になっている[2]。
7. ONE MORE NIGHT
  - オリジナルは1987年に発売されたアルバム『RENDEZ-VOUS』に収録されている。高中にとってはソロで盛り上がれる曲[2]。
8. BLUE LAGOON
  - オリジナルは1979年に発売されたアルバム『JOLLY JIVE』に収録されている。こちらも高中の代表曲で、コンサートで必ずやる曲の一つ[2]。

## 参加ミュージシャン
| SHAKE IT - Guitar：高中正義 - Bass：後藤次利 - Percussion：斎藤ノブ - Drums：山木秀夫 - Keyboard：南部昌江, 松本圭司 - Chorus：EVE NAGISA MODERATO - Guitar：高中正義 - Bass：後藤次利 - Percussion：斎藤ノブ - Drums：山木秀夫 - Keyboard：南部昌江, 松本圭司 - Chorus：EVE SAUDADE - Guitar：高中正義 - Bass：後藤次利 - Percussion：斎藤ノブ - Drums：山木秀夫 - Keyboard：南部昌江, 松本圭司 READY TO FLY - Guitar：高中正義 - Bass：後藤次利 - Percussion：斎藤ノブ - Drums：山木秀夫 - Keyboard：南部昌江, 松本圭司 | FINGER DANCIN' - Guitar：高中正義 - Bass：後藤次利 - Percussion：斎藤ノブ - Drums：山木秀夫, 林立夫 - Keyboard：南部昌江, 松本圭司 INSATIABLE HIGH - Guitar：高中正義 - Bass：後藤次利 - Percussion：斎藤ノブ - Drums：山木秀夫 - Keyboard：南部昌江, 松本圭司 ONE MORE NIGHT - Guitar：高中正義 - Bass：後藤次利 - Percussion：斎藤ノブ - Drums：山木秀夫 - Keyboard：南部昌江, 松本圭司 - Chorus：EVE BLUE LAGOON - Guitar：高中正義 - Bass：後藤次利 - Percussion：斎藤ノブ - Drums：山木秀夫 - Keyboard：南部昌江, 松本圭司 |